# Ligne de Limoges-Bénédictins à Périgueux
La ligne de Limoges-Bénédictins à Périgueux est une ligne de chemin de fer française secondaire à écartement standard qui relie Limoges, préfecture de la Haute-Vienne, à Périgueux, préfecture de la Dordogne.
Elle constitue la ligne 611 000 du réseau ferré national.

## Histoire

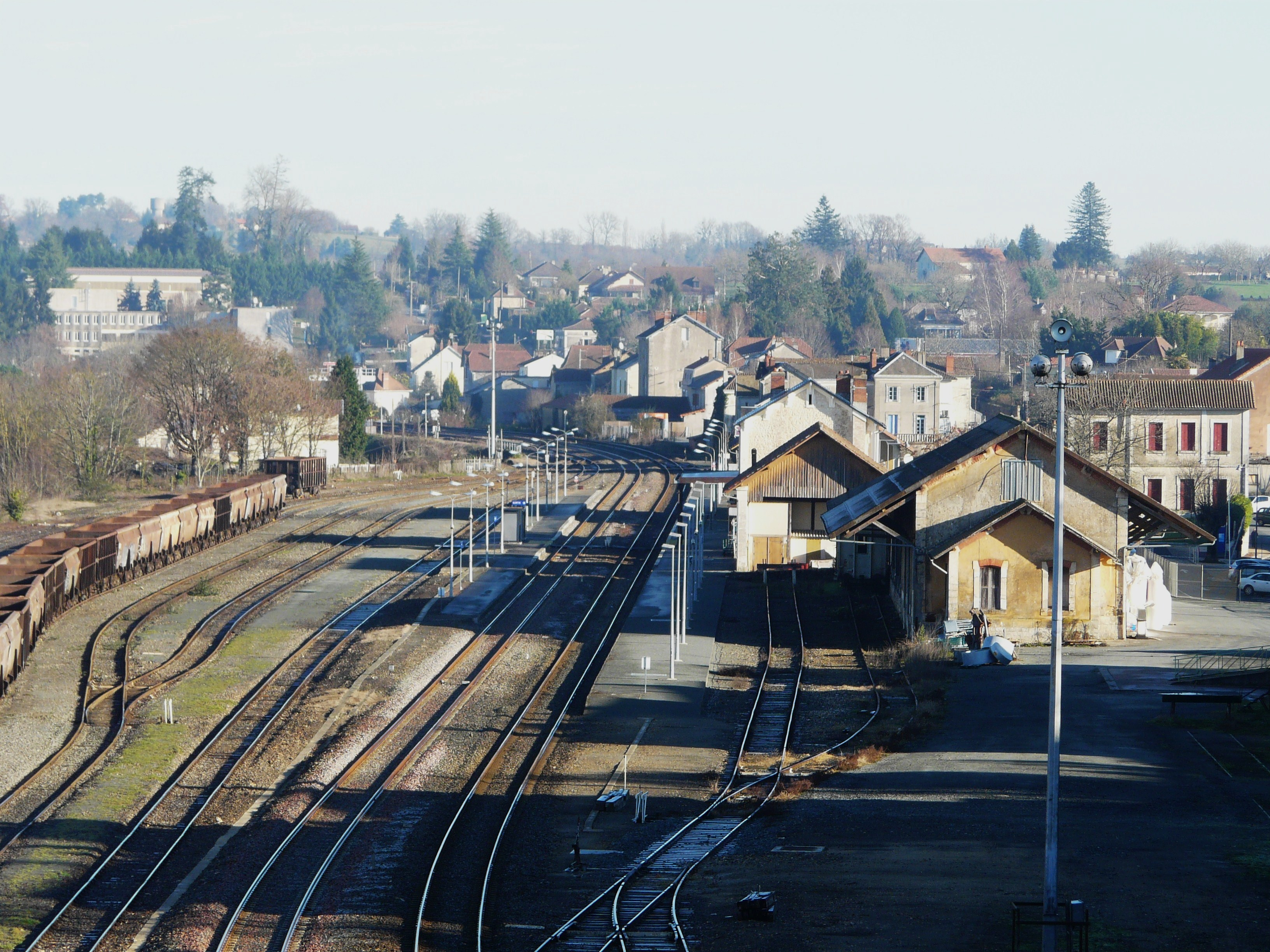
La gare de Thiviers.

La ligne de Limoges à Agen, dont la section de Limoges à Périgueux constitue un tronçon, est concédée à titre éventuel par décret impérial le 21 avril 1853 à Messieurs le comte de Morny, J. Masterman, le comte H. de Pourtalès-Gorgier, Matthiew Uzielli, Calvet-Rogniat, Samuel Laing, le marquis de Latour-Maubourg et Hutchinson.
Le 30 mars 1853 est constituée la Compagnie du chemin de fer Grand-Central de France. Cette compagnie est autorisée par un décret impérial du 30 juillet 1853 qui autorise aussi sa substitution aux concessionnaires initiaux de la ligne.
Les 2 février et 6 avril 1855 est signée une convention entre le ministre des Travaux publics et les administrateurs de la Compagnie du chemin de fer Grand-Central de France. Elle concède à titre définitif à la compagnie la ligne de Limoges à Agen. Cette convention est approuvée par décret impérial le 7 avril 1855. Cependant, à la suite de difficultés financières, la Compagnie du chemin de fer Grand-Central de France est dissoute et la concession est transférée le 19 juin 1857 à la Compagnie du chemin de fer de Paris à Orléans.
Les travaux, commencés en 1856, se sont terminés en mai 1861. La ligne a été mise en service le 26 août 1861. En 1863, elle a été mise à double voie. Elle constituait à l'époque un maillon important de la ligne de Lyon à Bordeaux comme pour la liaison Paris - Toulouse qui s'effectuait via Périgueux. Le 20 décembre 1875, une partie du trafic en direction de Toulouse a été détournée par la mise en service de la ligne de Nexon à Brive-la-Gaillarde.
Aux neuf gares d'origine comprises entre Limoges et Périgueux (Beynac, Nexon, Lafarge, Bussière-Galant, La Coquille, Thiviers, Négrondes, Agonac et Château-l'Évêque) sont venues s'ajouter ensuite les gares de Mavaleix (sur la commune de Chalais) et de Chancelade, ainsi qu'un arrêt à Ligueux, en rase campagne.
En 1962, la deuxième voie a été déposée entre Nexon et Périgueux.

### Accidents
Le 15 novembre 1862, un train de voyageurs se dirigeant vers Limoges percute par l'arrière un train de marchandises dans un tunnel proche de la gare de Thiviers. Le garde-frein du train tamponné et le mécanicien du train de voyageurs meurent dans l'accident.
Le 30 octobre 1930 vers 4 heures 15, en pleine nuit, l'express Lyon-Bordeaux déraille environ un kilomètre avant la gare de Ligueux à la suite d'un affaissement de la voie en zone argileuse. Cet accident cause la mort de douze passagers et trois agents de la compagnie ferroviaire : deux mécaniciens et la femme de ménage du train. Une vingtaine de passagers au moins sont blessés sérieusement.

## Infrastructure
D'une longueur de 97 km, cette ligne, non électrifiée, comporte deux voies de Limoges à Nexon et une voie de Nexon à Périgueux. Cependant les points de croisements sont nombreux et tous situés dans les gares (Bussière-Galant, La Coquille, Thiviers, Négrondes, Agonac et Château-l'Évêque).
Son point le plus élevé se situe à un peu plus de 425 m d'altitude, aux abords du point kilométrique 435,6 sur la commune de Bussière-Galant, en limite des bassins versants de l'Isle et de la Vienne.
Sur toute la ligne, on trouve des déclivités de 10 mm par mètre, avec un maximum à 10,5 mm par mètre.

## Gares
La ligne possède encore onze gares : Limoges-Bénédictins, L'Aiguille, Nexon, Lafarge, Buissière-Galant, La Coquille, Thiviers, Négrondes, Agonac, Château-l'Evêque, Périgueux. Des croisements sont possibles dans toutes les gares. Il y avait autrefois quatre autres gares : Beynac, Mavaleix, Ligueux, Chancelade.

## Ouvrages d'art
La ligne possède quelques ouvrages d'art :
- le souterrain de Limoges (1 024 m) ;
- un viaduc sur la Vienne (130 m) ;
- le souterrain de Douyeras (326 m) ;
- le souterrain de Thiviers (401 m)[13].

## Exploitation
La ligne actuelle a perdu un certain nombre de relations, notamment entre Lyon et Bordeaux. La très grande majorité des liaisons présentes sur cette ligne sont des liaisons TER entre Limoges et Périgueux (au rythme de 10 liaisons Limoges-Périgueux et 8 liaisons Périgueux-Limoges), et des liaisons Limoges-Bordeaux (5 TER Limoges-Bordeaux et 6 TER Bordeaux-Limoges).
La ligne a fait l'objet d'une modernisation entrant dans le cadre du Plan rail Limousin, avec le renouvellement complet de 10 kilomètres de ligne entre Lafarge et Bussière-Galant.

## Projet
Dans un futur non défini, elle pourrait être électrifiée afin de faire circuler des TGV entre Paris et Périgueux via Limoges à raison de quatre allers-retours par jour.